# Бенкет (Платон)

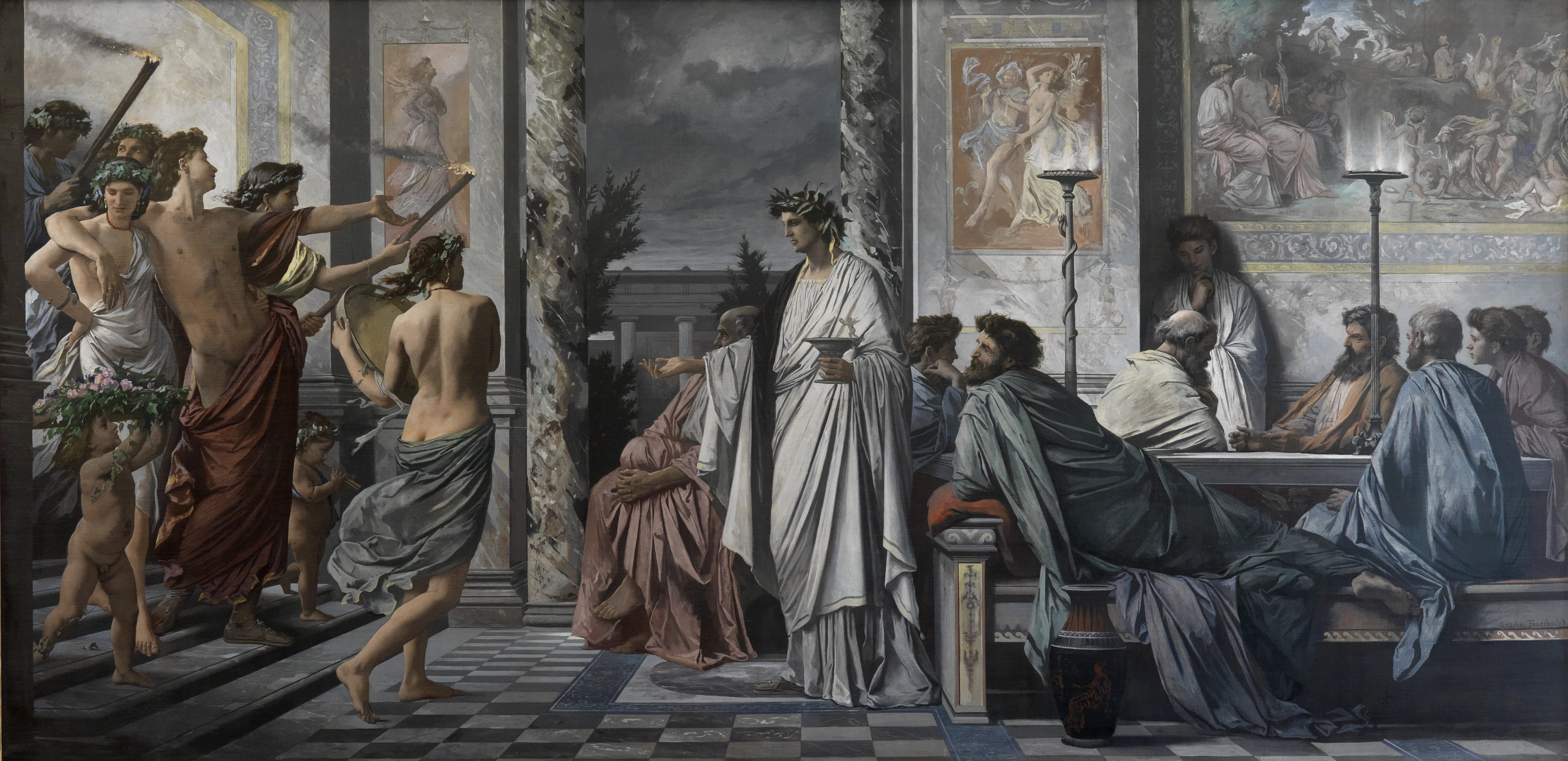
Алківіад прибуває на бенкет. Картина «Платонівський бенкет» Ансельма Фейєрбаха (1869)

«Бенке́т» чи «Сімпо́сій» (Συμπόσιον) — філософський твір Платона, датований приблизно 385—380 роком до н. е.
Цей діалог являє собою опис розповіді Аполлодора, учня Сократа, про бенкет, який влаштував поет-трагік Агафон з нагоди своєї перемоги на Ленеях в 416 році до н. е. В ньому міститься сім основних промов-роздумів на тему любові як вічного руху до певної цілі. Твір протиставляє тілесну любов духовній, зокрема першу ототожнює з любов'ю чоловіка до жінки, а другу — з любов'ю чоловіка до чоловіка, не обтяженою прагненням тілесних задоволень. Найвищим різновидом любові визнається філософія як любов до мудрості.

## Зміст
Вступ. Тут описується зустріч Аполлодора з Фалера з Главконом (не плутати з братом Платона). Главкон просить розповісти про бенкет в будинку Агафона. Арістодем з Кідафін, що особисто був присутній на цьому бенкеті, береться за оповідь. Він починає з обставин, що передували бенкету. А саме: зустріч Арістодема з Сократом, запрошення на бенкет, запізнення Сократа на бенкет, люб'язна зустріч Арістодема в будинку Агафона і пропозиція Павсанія не просто бенкетувати, а проголосити похвальну промову на честь Ерота, бога любові.
Промова Федра. Мова іде про походження Ерота, як його описують різні мудреці. Говориться про найбільший моральний авторитет і ні з чим незрівнянну життєву силу бога любові, шляхетну відданість того, хто любить, тому, кого він любить.
Промова Павсанія. Оскільки ніщо саме по собі ні прекрасне, ні потворне, то критерієм прекрасного Ерота слугує походження його від богині кохання Афродіти Небесної. Йому протиставляється Ерот у вульгарній, хтивій іпостасі. Так само існує і висока, доброчинна любов, і низька, хтива, яка приносить лихе. Небесна любов є любов до чоловіка, який прекрасніший і розумніший за жінку. Закоханому все дозволено, але тільки в сфері душі і розуму, те, що безкорисливе, що робиться заради мудрості і досконалості, а не заради тіла.
Промова Ериксімаха. Після епізоду з гикавкою Аристофана Ериксімах говорить про присутність Ерота не тільки в людині, а й у всій природі, у всьому бутті. Існування двох Еротів (небесного і вульгарного) має підкорятися необхідності для них бути в постійній взаємній гармонії, і це стосується також медицини, гімнастики і музики. Ериксімах говорить, що жертвопринесення і ворожіння теж є актами любовно-гармонійного єднання людей і богів.
Промова Аристофана. Після жартівливої суперечки з Ериксімахом Аристофан складає міф про андрогінів. Він говорить, що колись люди мали по чотири руки, чотири ноги і дві голови, поєднуючи в собі чоловічі й жіночі ознаки. Оскільки люди були дуже сильні і злі на Зевса, бог розсік кожного андрогіна на дві половини. Відтоді вони шукають одне одного задля відновлення колишньої повноти і могутності. Тому Ерот є тягою розсічених людських половин одна до іншої заради відновлення цілісності. Однак, це можливо за умови шанування богів, які в разі негідної поведінки можуть розсікти людину на ще дрібніші частини.
Промова Агафона. Після невеликої інтермедії Агафон на відміну від попередніх ораторів перераховує окремі істотні властивості Ерота: красу, вічну молодість, ніжність, гнучкість тіла, досконалість, невизнання ним ніякого насильства, справедливість, розсудливість і хоробрість. Також згадує мудрість як в музичних (як походять від муз) мистецтвах, так і в породженні всього живого, у всіх мистецтвах і ремеслах і в упорядкуванні всіх справ богів.
Промова Сократа. Філософ говорить, що оскільки будь-яке прагнення є прагнення до чогось, чим не володієш, а Ерот є прагнення до краси і блага, то Ерот (і любов) сам по собі ще не є краса або благо. Сократ робить висновок про мету Ерота: оволодіння благом, але не яким-небудь окремим, а всяким благом, і вічне володіння ним. Позаяк вічністю не можна опанувати відразу, то люди опановують нею поступово, зачинаючи і породжуючи замість себе інших людей. Тому Ерот є любов до вічного породження в красі заради безсмертя, до породження як тілесного, так і духовного, включаючи любов до поетичної творчості і закону. Філософ розповідає про своє бачення ієрархії любові: від одного прекрасного тіла до всіх прекрасних тіл і душ, від душ — до наук і від окремих наук — до вічної й незмінної ідеї прекрасного.
Промова Алківіада. На бенкет вривається п'яний Алківіад з буйною ватагою. Він починає порівнювати Сократа з силенами і сатиром Марсієм за його розумні промови (що «наче музика без флейти»). Він згадує як колись намагався спокусити Сократа, але той лишився незворушним. Сократ вгамовує присутніх грою на флейті, говорить про необхідність соромитися своїх негідних вчинків. Філософ з іронією балакає з Алківіадом, кажучи аби той крім краси, яку вбачає в Сократі, не знайшов і нікчемності та не лишився розчарованим. Алківіад веде мову про витривалість Сократа і його героїчну поведінку на війні. Алківіад називає Сократа найнезвичайнішою і надиво цікавою людиною.
Завершення. Присутні глузують з п'яної мови Алківіада. Сократ каже, що тепер вже йому належить віддячити гостеві власною промовою. Але тут до будинку заходять інші гості і починається пиятика. Наранок Алківіад прокидається і бачить як Сократ з іншими п'є вино і вони про щось балакають. Йому переповідають, що Сократ казав: та сама людина повинна вміти складати і трагедії і комедії. Коли всі засинають, Сократ покидає будинок.

## Філософія любові в «Бенкеті»
У «Бенкеті» міфологічний образ бога Ерота набуває філософського змісту. Перші чотири промови зводяться до того, що Ерот є цілісністю і взаємодоповненням протилежностей. Ерот описується силою тяжіння між протилежними тілами і явищами, зокрема єднанням людей на основі взаємного потягу. Тут міститься притаманна античній культурі думка про статевий потяг як низький і духовній як високий. Оскільки чоловік вважався за часів Платона в усьому досконалішим за жінку, проголошується думка, що любов чоловіка до чоловіка вища і чистіша, ніж любов чоловіка до жінки.
Сократ говорить, що Ерот — як і всякий потяг — є прагненням до того, чим ще не володієш. Філософ викладає почуту ним в юності промову мантінеянки Діотіми: Ерот — не бог, а демон, посередник між людиною і богами. Це сила руху до досконалості й блага, а одне з найпрекрасніших благ — мудрість, тому Ерот — сама філософія («філософія» дослівно означає «любов до мудрості»). На відміну від інших співрозмовників Алківіад у своїй промові вихваляє не Ерота, а Сократа, однак і тут розвивається основна тема діалогу: тільки філософія може дати людині справжнє щастя.
Далі у Платона слідує концепція бажання всього живого лишитися у вічності шляхом породження нащадків, прекрасних витворів чи думок. Він міркує, що якщо любов завжди прагне породжувати, отже існує вічність, заради втілення якої тільки й існують всі породження любові. Нескінченне вдосконалення наближує все на світі до ідеї — ідеалу кожної речі. Хоча досягти ідеалу неможливо, можливо нескінченно близько просуватися до нього завдяки любові.

## Вплив на історико-філософський дискурс
У цьому діалозі Платон описав важливе поняття логіки — межу. Він описує його в промові про породження живим собі подібного. Відома послідовність величин, зростаючи за певним законом, може бути продовжена в нескінченність і все ближче підходитиме до основної межі, проте ніколи її не досягне. Тлумачення ідеї речі як межі її досконалості складає філософсько-логічний зміст «Бенкету».
«Бенкет» послугував джерелом численних наслідувань (Ксенофонт, Аристотель, Плутарх, Апулей, Афіней, Юліан, Макробій, Мефодій Патарський). Коментар до «Бенкету» — одна з «Еннеад» (I 5) Плотіна.
В епоху Відродження «Бенкет» став особливо популярний завдяки коментарю Марсиліо Фічіно. Винятковий вплив платонівська метафізика любові справила на Володимира Соловйова та естетику російського символізму.

## Текст онлайн
- Текст англійською [Архівовано 19 квітня 2010 у Wayback Machine.]
- Платон. Текст грецькою та французькою [Архівовано 14 серпня 2010 у Wayback Machine.]
- Платон. Бенкет / перекл. з давньогрецької і коментарі Уляна Головач, вступна стаття Джованні Реале. Львів: Видавництво Українського Католицького Університету, 2005. xliv+178 c. ISBN 966-8197-097